# Sonata Arctica
Pour les articles homonymes, voir Arctica.
Sonata Arctica est un groupe de power metal finlandais, originaire de Kemi, en Laponie et créé en 1996.
Initialement comme groupe de hard rock sous le nom de Tricky Beans, les membres décident de changer de nom pour Sonata Arctica à leur passage au power metal. Ils utilisent également quelques éléments de metal symphonique, puis, dans leurs derniers albums, quelques éléments de metal progressif. La formation actuelle du groupe se compose du claviériste et interprète Tony Kakko, du guitariste Elias Viljanen, du bassiste Pasi Kauppinen, du claviériste Henrik Klingenberg, et du batteur Tommy Portimo.
Le groupe recense un total de onze albums studio, leur dernier en date étant Clear Cold Beyond sorti en mars 2024.

## Biographie

### Formation et débuts (1996–1999)
La création du groupe se déroule en 1996 sous le nom de Tricky Beans. Il est composé de Tony Kakko au chant et aux claviers, de Tommy Portimo à la batterie, de Pentti Peura à la basse, ainsi que Jani Liimatainen et Marko Paasikoski aux guitares. C'est sous ce nom que le groupe enregistre trois démos, Agre Pamppers et Friends Till the End en 1996, puis Peacemaker l'année suivante. Le groupe joue à deux reprises à Jyrki Sähkösirkus, une émission populaire en Finlande. Après le départ de Paasikoski et de Peura et l'arrivée d'un bassiste, Janne Kivilahti, le groupe change son nom et devient les Tricky Means en 1998. Ils enregistrent une quatrième démo, Fullmoon, en 1999, un disque qui permet au groupe d'obtenir un contrat avec Spinefarm Records. Tricky Means change alors son nom en Sonata Arctica.
Le premier single de Sonata Arctica, UnOpened, paraît le 16 juin 1999. La chanson est promue sur la compilation Metalliliitto 1999. Le 4 septembre 1999 sort l'album Ecliptica, il est bien accueilli, en Finlande comme dans d'autres pays comme le Japon. Le groupe participe à deux albums-hommages après la sortie d’Ecliptica : l'un pour Helloween, où le groupe joue une reprise de I Want Out, l'autre pour Scorpions, où Sonata Arctica reprend Still Loving You. Après la sortie de ce premier album, Mikko Härkin rejoint Sonata Arctica aux claviers, laissant la possibilité à Kakko de ne s'occuper que du chant.

### L'age d'or du power metal deEclipticaà Reckoning Night (1999–2004)
En 2000, Sonata Arctica est choisi par Stratovarius pour l'accompagner avec Rhapsody dans une tournée européenne. Après la sortie du mini-CD Successor, Kivilahti prend la décision de quitter le groupe. Marko Paasikoski est choisi pour le remplacer et ainsi rejoindre le groupe, cette fois-ci à la basse.
Sonata Arctica sont parmi les nommés des Emma Awards 2000 (l'équivalent des Victoires de la Musique en Finlande), dans la catégorie « Meilleur nouveau groupe », ils jouent deux fois en première partie d'Alice Cooper dans le cadre de leur tournée finlandaise en 2001. Cette année-là, le second album du groupe, Silence sort, avec le single Wolf and Raven. Cet album reçoit en octobre 2004 le statut de Disque d'Or en Finlande. Fin 2001, Sonata Arctica joue en première partie de Gamma Ray, puis sort un album live, Songs of Silence Live In Tokyo, l'année suivante, suivi par un troisième album studio, Winterheart's Guild, en 2003, un album qui reçoit deux ans plus tard le statut de Disque d'Or. Mikko Härkin quitte le groupe en 2002, après les tournées, laissant la tâche des claviers à Kakko et Jens Johansson lors de l'enregistrement de Winterheart's Guild. Le groupe part à la recherche d'un nouveau claviériste, et recrute Henrik Klingenberg en février 2003. Winterheart's Guild rentre à la troisième place des hit-parades finlandais, restant cinq semaines consécutives dans le top 10. Après cet album, le groupe signe un contrat avec Nuclear Blast Records.
En 2004, le groupe est nommé une seconde fois pour les Emma Awards, cette fois ci dans la catégorie « meilleur album de metal ». Un quatrième album studio, Reckoning Night, sort en 2004, dont le single, Don't Say a Word, rentre à la première place des hit-parades finlandais, passant à la seconde place la semaine suivante, derrière le single de Children of Bodom. L'album, se vendant à plus de 100 000 exemplaires à travers le monde, est certifié disque d'or début 2006[réf. nécessaire].

### Du virage artistique de Unia à Talviyö (2007-2019)
En mai 2007, le cinquième album studio du groupe, Unia, sort, avec le single Paid in Full. En août 2007, il est annoncé que le guitariste Jani Liimatainen quitte le groupe, et qu'il est remplacé par Elias Viljanen. L'album est un virage artistique total puisque les éléments caractéristiques du power métal (rythme rapide avec une batterie très porté sur la double pédale) disparaissent pour un métal plus progressif et symphonique. Tony Kakko le compositeur avoue qu'il a fait le tour du power métal et que si leur musique avait continué dans la même lignée que Reckoning Night, il aurait arrêté le groupe. Avec Unia, Tony expérimente des sonorités vocales, des structures alambiqués, tout en ralentissant le tempo mais gardant des refrains mélodiques.
Le nouveau single The Last Amazing Grays paraît le 26 août 2009 en Finlande, accompagné d'une vidéo pour le morceau Flag in the Ground. Celui-ci est également commercialisé en Europe à partir du 18 septembre. The Days of Grays marque le prolongement de la tournure musicale prise avec Unia, en appuyant plus sur l'orchestral. 
Le 18 mai 2012 sort Stones Grow Her Name qui revient à des sonorités plus directes et efficaces sans toutefois renouer avec des morceaux speed. Le premier single est I Have a Right, qui surprend par son côté simpliste et pop-rock. Un clip est tourné pour l'occasion. Le groupe s'essaie même à de la « country-metal » avec Cinderblox, un morceau d'un style inhabituel. En 2013, le bassiste et membre fondateur du groupe Marko Paasikoski décide de quitter le groupe. Il est remplacé par Pasi Kauppinen.
Le 8eme album, Pariah's Child sort le 28 mars 2014. Celui-ci regroupe, selon les dires des membres, des mélodies revenant au style originel basées en grande partie sur leur animal totem : le loup.
Le 7 octobre 2016, le groupe sort son neuvième album The Ninth Hour. Toujours dans l'optique de rassembler les anciens et les nouveaux fans, l'album mélange tous les styles de la discographie du groupe.
Le 6 septembre 2019, sort Talviyö, qui signifie "Nuit d'hiver" en finnois. Cet album continue dans la lancée plus progressive du groupe, tout en voulant proposer un son plus "live".

### De Acoustic Adventures au retour au power metal avec Clear Cold Beyond (2022-2024)
Après la période du Covid en 2020, Sonata Arctica annonce en 2021 son changement le label, passant de  Nuclear Blast Records, à Atomic Fire.
Le groupe sort en 2022 deux albums acoustique, avec Acoustic Adventures Volume One en janvier, puis le Volume Two en septembre. Ces deux albums sont des compilations de versions acoustiques d'anciens morceaux. Le groupe part également en tournée dédiée uniquement à ce concept acoustique.
Dans le même temps, Tony Kakko commence à parler de la suite de la carrière de Sonata Arctica, et qu'il a conscience que le public réclame depuis des années, un vrai retour au power metal des débuts, et que le prochain album répondra à cette demande.
Le 8 mars 2024 sort Clear Cold Beyond qui est médiatisé et vendu comme le retour au power metal tant attendu, délaissant donc le progressif et le symphonique pour se concentrer sur des morceaux très rapide.

## Membres

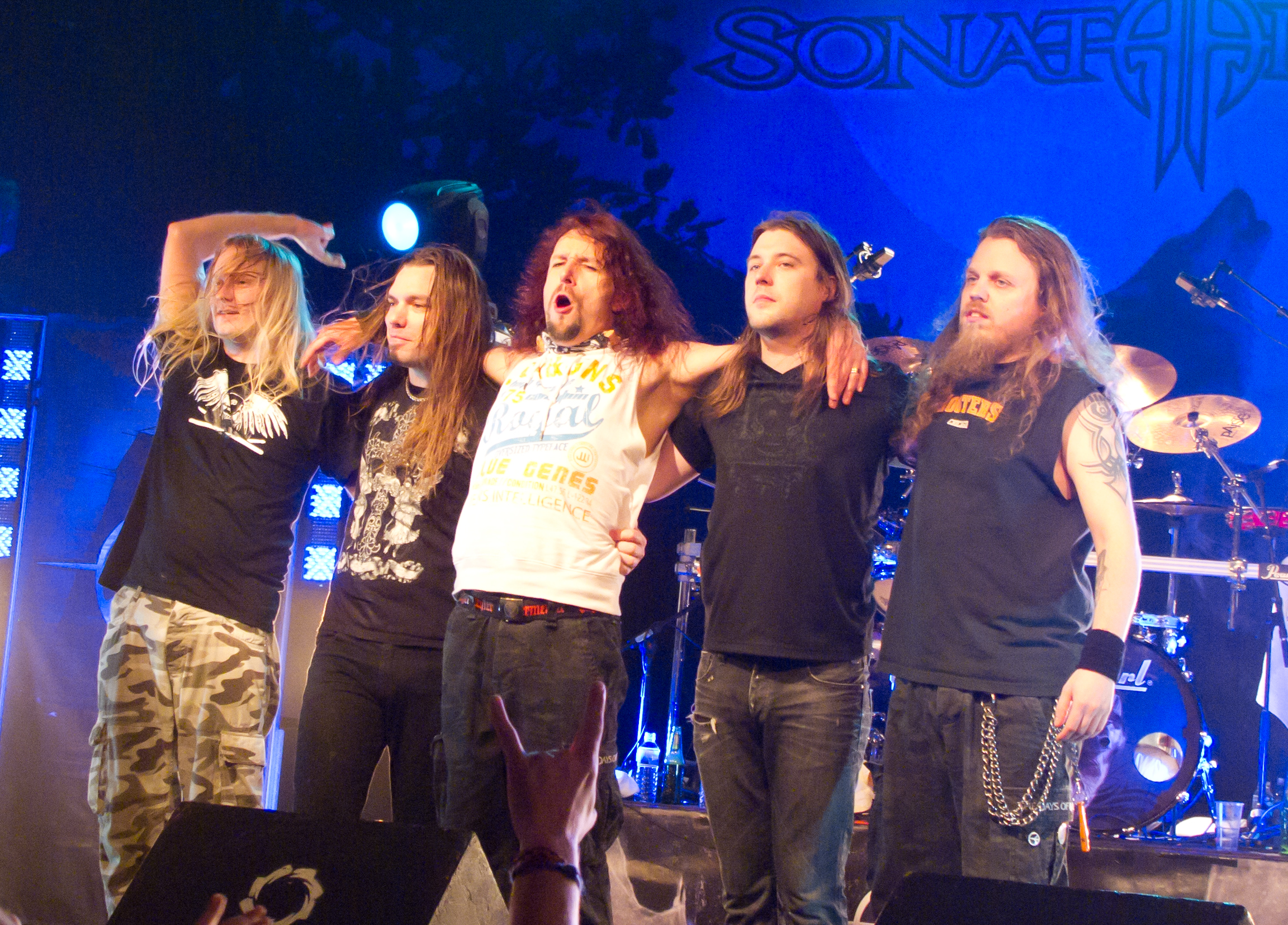
Sonata Arctica en 2011. De gauche à droite : Tommy Portimo, Elias Viljanen, Tony Kakko, Marko Paasikoski, et Henrik Klingenberg.

### Membres actuels
- Tony Kakko – chant, composition (depuis 1996)
- Tommy Portimo – batterie (depuis 1996)
- Pasi Kauppinen – basse (depuis 2013)
- Henrik Klingenberg – clavier (depuis 2003)
- Elias Viljanen – guitare (depuis 2007)

### Anciens membres
- Pentti Peura – basse (1996-1999)
- Marko Paasikoski – basse (2000-2013)
- Janne Kivilahti – basse (1999-2000)
- Mikko Härkin – clavier (2000-2002)
- Jani Liimatainen – guitare (1996-2007)

### Collaborateurs
- Nik Van-Eckmann – chant (Don't Say a Word, White Pearl, Black Oceans, et Wildfire)
- Johanna Kurkela – Deathaura et No Dream Can Heal A Broken Heart
- Jens Johansson – synthétiseur, sur The Cage, Silver Tongue, Victoria's Secret, et Champagne Bath de l'album Winterheart's Guild
- Timo Kotipelto – chant, sur la dernière phrase de False News Travel Fast de l'album Silence
- Eddy Wrapiprou – programmation des synthétiseurs, sur l'album Unia

## Discographie

### Albums studio
- 1999 : Ecliptica
- 2001 : Silence
- 2003 : Winterheart's Guild
- 2004 : Reckoning Night
- 2007 : Unia
- 2009 : The Days of Grays
- 2012 : Stones Grow Her Name
- 2014 : Pariah's Child
- 2016 : The Ninth Hour
- 2019 : Talviyö
- 2024 : Clear Cold Beyond

### Singles
- Unopened (1999)
- Wolf and Raven (2001)
- Last Drop Falls (2001)
- Victoria's Secret (2003)
- Broken (2003)
- Don't Say a Word (2004)
- Shamandalie (2004)
- Paid In Full (2007)
- Flag In The Ground (2009)
- The Last Amazing Grays (2009)
- I Have a Right (2012)
- Shitload of Money (2012)
- Alone In Heaven (2013)
- The Wolves Die Young (2014)
- Love (2014)
- Christmas Spirits (2015)
- Closer to an animal (2016)

### EP
- Successor (2000)
- Orientation (2001)
- Takatalvi (2003)
- Don't Say a Word (en) (2004)

### Concerts
- Live at Provinssirock Festival (2001)
- Songs of Silence Live In Tokyo (2002)
- For the Sake of Revenge (2006) (également disponible en DVD)
- Live in Finland (2011) (également disponible en DVD et Blu-ray)

### Compilations
- 2005 : The End of This Chapter (Best-of japonais)
- 2006 : The Collection
- 2022 : Acoustic Adventures Volume One
- 2022 : Acoustic Adventures Volume Two

### Rééditions
- Silence (2008 remastered edition) (2008)
- Ecliptica (2008 remastered edition) (2008)
- Takatalvi (le Takatalvi européen réunit les chansons de l'EP Takatalvi, sorti au Japon en 2003 et de l'EP Orientation sorti lui aussi sur l'archipel nippon deux ans plus tôt) (2010)
- Ecliptica Revisited (15th Anniversary Edition) (les titres de l'album Ecliptica ont été retravaillés et réenregistré à l'occasion du quinzième anniversaire de la sortie de l'album original) (2014)

### Reprises
- Die With Your Boots On d'Iron Maiden
- Fade to Black de Metallica
- I Want Out d'Helloween
- Still Loving You de Scorpions
- Wind Beneath My Wings de Bette Midler
- Two Minds One Soul de Vanishing Point
- World In My Eyes de Depeche Mode
- Out in the Fields de Gary Moore
- I Can't Dance de Genesis
- Toy Soldier de Martika

Pendant certains concerts le groupe reprenait une chanson « représentative » du pays dans lequel il jouait ; il ne s'agit pas réellement de reprises surtout qu'elles n'ont jamais été jouées entièrement mais plutôt d'un clin d'œil :
- My Heart Will Go On (Céline Dion) au Canada
- Silent Jealousy (X-Japan) au Japon
- Le Téléfon (Nino Ferrer) en France
- We Will Rock You (Queen) en Angleterre et en France

## Vidéographie

### Clips
- 2014 : Love, tiré de Pariah's Child, dirigé par Patric Ullaeus
- 2014 : The Wolves Die Young, tiré de Pariah's Child, dirigé par Patric Ullaeus
- 2019 : Cold, tiré de Talviyö
- 2019 : Who Failed The Most, tiré de Talviyö
- 2024 : Dark Empath, tiré de Clear Cold Beyond, produit par Miikka Lommi
- 2024 : California, tiré de Clear Cold Beyond

### Lyric vidéos
- 2019 : A Little Less Understanding, tiré de Talvyiö
- 2021 : The Rest Of The Sun Belongs To Me, en version acoustique, tiré de l'album Acoustic Adventures - Volume 1
- 2022 : For The Sake Of Revenge, en version acoustique, tiré de l'album Acoustic Adventures - Volume 1
- 2023 : A Monster Only You Can't See, tiré de l'album Clear Cold Beyond